# 赤だし

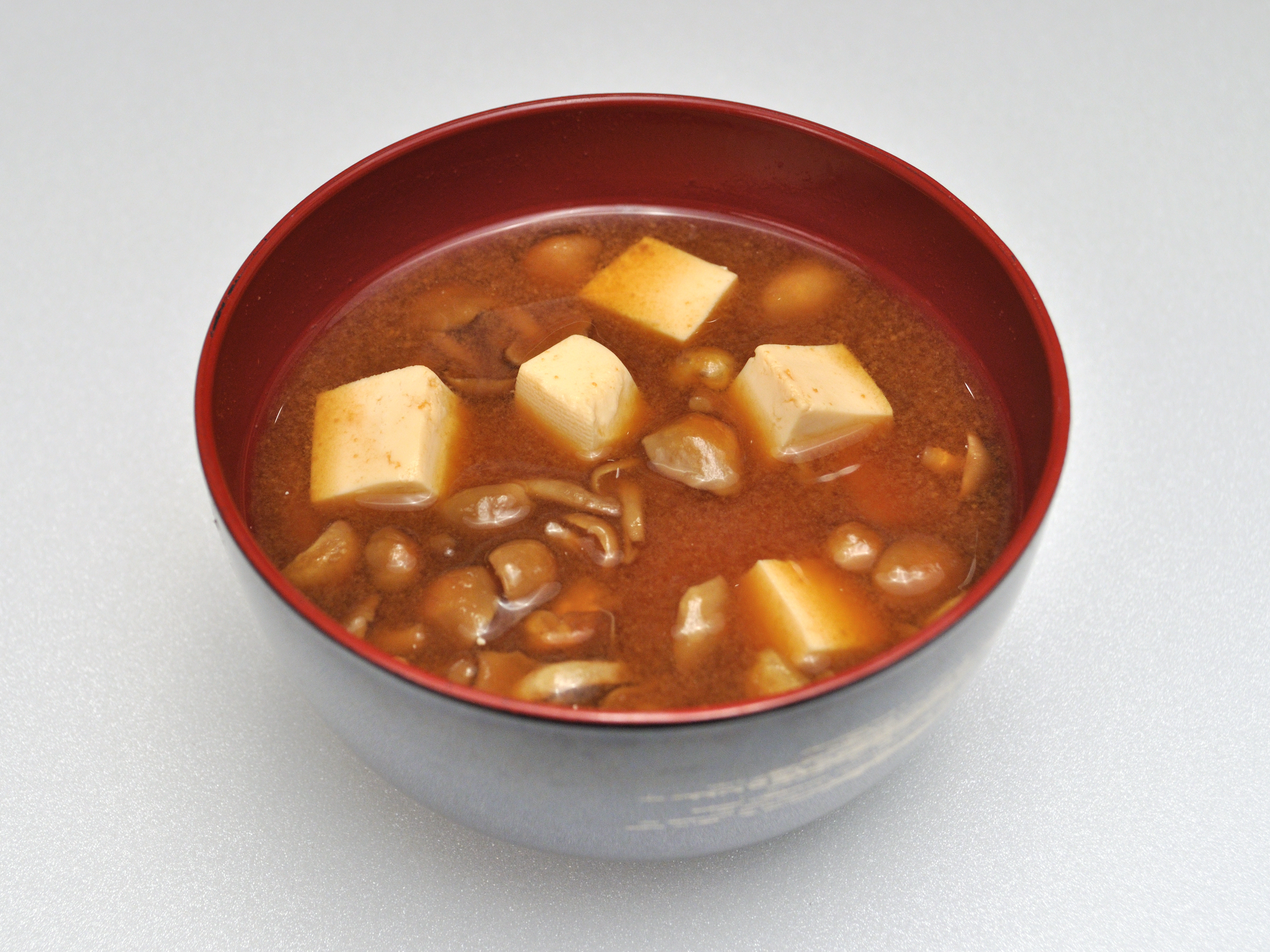
ナメコと豆腐の赤だし

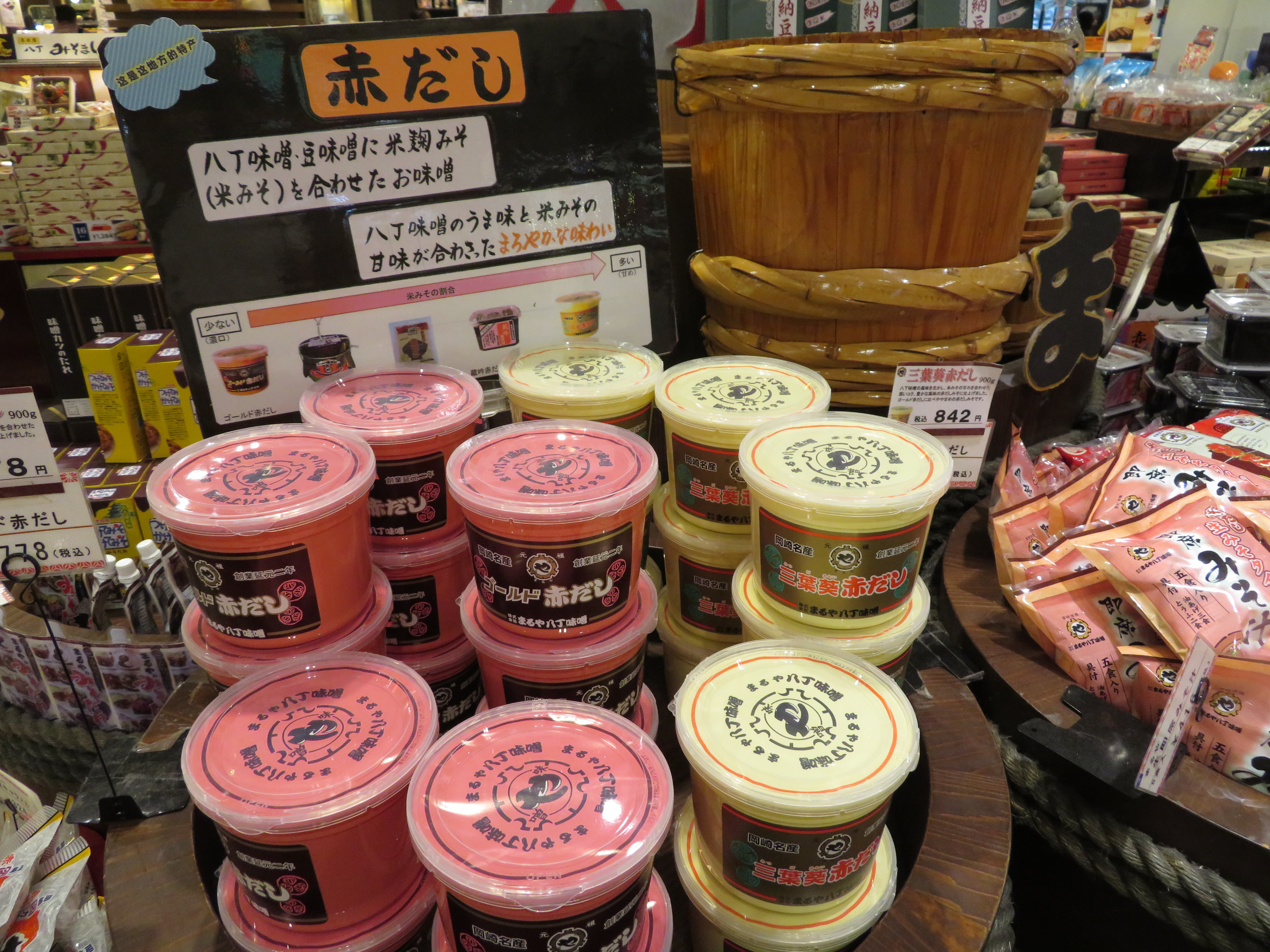
まるや八丁味噌の「ゴールド赤だし」

赤だし（あかだし）とは、豆味噌を使った調合味噌で仕立てた味噌汁のこと。

## 概要
元々は「味噌に鰹節を混ぜて摺り合わせたものを煮立てて、それを漉しただし汁を使ってナメコ汁などに仕立てる」という料理あるいはその手順をいったものであった。八丁味噌などの豆味噌に米味噌を合わせたものを呼ぶこともあり、そこから転じて豆味噌をベースに米味噌、調味料（昆布や鰹節の出汁など）を配合した調合味噌も「赤だし」あるいは「赤だし味噌」と呼び、東海地方を主な産地とする。
かつては料亭などの料理人が味噌汁の具などに合わせて調合を変えて作っていたところ、1955年（昭和30年）、名古屋市の盛田が「赤だしみそ」として日本で初めて商品化した。
1956年（昭和31年）、岡崎市のまるや八丁味噌が八丁味噌に米こうじみそをあわせた調合味噌（現在の「ゴールド赤だし」）を発売。
1957年（昭和32年）、大阪味噌食品株式会社（現在の株式会社ジャポニックス）は八丁味噌が独特の味、香りのため関西の人々になじみがないことに着目し、岡崎市のカクキューに赤だし味噌の製造販売を提案した。大阪の八丁味噌特約店の間瀬商店が製造を任され、最初の試作品は富山県上市町の日本海味噌醤油の米味噌70パーセント、カクキューの八丁味噌30パーセントが用いられ、色を一定にするためのカラメル、光沢と甘みを出す水飴、化学調味料などが付け加えられた。カクキューは赤だし味噌のヒットにより、それまで5年間続いた赤字を黒字に転換することができたという。
その後は豆味噌を生産する東海地方の多くの会社から販売されている。一説に豆味噌の味噌汁を「赤だし」と呼びはじめたのは関西の人々であるとされ、田舎味噌に豆味噌を差し入れる「赤差し」から転じたものとする説や、豆みそは溶けにくいために「赤みそから、うまみをだす」意味で「赤だし」と呼んだという説がある。